# 八戸発!みなとの未来
八戸発!みなとの未来（はちのへはつ みなとのみらい）は、青森テレビで放送されていた八戸市の広報番組。

## 概要
青森県緊急雇用創出基金を活用した八戸港・貿易振興広報事業として、八戸港にまつわる情報を発信し新たな魅力や可能性を探る情報番組。

## 出演
リポーター
小島祐希（ATVアナウンサー） - 第1回 - 第4回・第6回・年末スペシャル
畑山恵里奈 - 第5回・年末スペシャル・第7回 - 8回・第11回 - 第20回
ゲスト
十日市秀悦 - 年末スペシャル

## 放送時間
- 通常放送：毎月第2・第4土曜 10:15 - 10:30
- 年末スペシャル：2013年12月30日 11:00 - 11:30
- 総集編：2014年8月2日 10:30 - 11:00

## 放送リスト
|        | 放送日         | サブタイトル                                             |
| ------ | -------------- | -------------------------------------------------------- |
| 1      | 2013年10月12日 | 「八戸港のタグボート」～大型船を支える港の小さな力持ち～ |
| 2      | 2013年10月26日 | 地元の人々が育むブランド「旬!八戸前沖さば」              |
| 3      | 2013年11月9日  | 八戸港から世界へ「県産品輸出のカギは?」                  |
| 4      | 2013年11月23日 | 八戸港と世界を結ぶ「港で働く人と機械」                   |
| 5      | 2013年12月14日 | 八戸港から 発信!工場の魅力                               |
| 6      | 2013年12月28日 | 八戸の未来を支える LNG輸入基地                           |
| 年末SP | 2013年12月30日 | みなと 文化 元気にふれる町散歩                           |
| 7      | 2014年1月11日  | 八戸の漁業 江戸時代から現代そして未来へ!!                |
| 8      | 2014年1月25日  | 海の大動脈! シルバーフェリー                             |
| 9      | 2014年2月8日   | 世界へ飛び出せ!八戸港～中国ポートセールスに密着～(前編)  |
| 10     | 2014年2月22日  | 世界へ飛び出せ!八戸港～中国ポートセールスに密着～(後編)  |
| 11     | 2014年3月8日   | 復旧から復興へ向かう八戸～港を守りハマを元気に!～        |
| 12     | 2014年3月22日  | ～港の水深確保のために～浚渫作業の現場に密着!            |
| 13     | 2014年4月12日  | シーちゃん観光で行く 外国人の館鼻岸壁朝市ツアー          |
| 14     | 2014年4月26日  | 八戸港の守護神 海の安全を守る人々                        |
| 15     | 2014年5月10日  | 荷主様 八戸港を利用するとお得ですよ!                     |
| 16     | 2014年5月24日  | 青森シャモロックの挑戦 ～イスラム市場を狙え!!～          |
| 17     | 2014年6月14日  | 世界を舞台に! ～Made in AOMORI～                         |
| 18     | 2014年6月28日  | ～物流～ 八戸から全国へ                                  |
| 19     | 2014年7月12日  | 世界が認めるケミカルタンカー ～八戸の誇る造船技術～      |
| 20     | 2014年7月26日  | 担い手たち ～明日を支える若い力～                        |
| 総集編 | 2014年8月2日   |                                                          |